# Конкакафов златни куп 2011.
Конкакафов златни куп 2011. је било једанаесто издање Златног купа, фудбалског шампионата Северне Америке, Централне Америке и Кариба (KОНKАKАФ), и укупно 21. регионално првенство Конкакафа у 50 година постојања. Сједињене Државе су биле земља домаћин.
Такмичење је почело 5. јуна 2011. на стадиону Каубојса у Арлингтону, а завршило се финалом 25. јуна 2011. на Роуз боулу у Пасадени, Калифорнија, где је Мексико победио Сједињене Државе са 4 : 2.
Ово такмичење је било пети турнир без гостију из других конфедерација. Мексико је освојио свој шести Златни куп, а девето првенство Конкакафа укупно. Било је то треће узастопно финале Златног купа и друга узастопна победа.
Као победник турнира, Мексико се квалификовао за ФИФА Куп конфедерација 2013. у Бразилу као представник Конкакафа.

## Учесници финала
На турнир се квалификовало укупно 12 екипа. Три места додељена су Северној Америци, пет Централној Америци и четири Карибима.
| Репрезентација                                                       | Квалификација        | Наступи              | Задњи наступ         | Најбољи резултат                         | Фифина ранг-листа    |
| Северноамеричка зона                                                 | Северноамеричка зона | Северноамеричка зона | Северноамеричка зона | Северноамеричка зона                     | Северноамеричка зона |
| -------------------------------------------------------------------- | -------------------- | -------------------- | -------------------- | ---------------------------------------- | -------------------- |
| Сједињене Државе                                                     | Аутоматски           | 11.                  | 2009.                | Шампион (1991.,2002., 2005., 2007.)      | 22.                  |
| Мексико (ТХ)                                                         | Аутоматски           | 11.                  | 2009.                | Шампион (1993., 1996, 1998, 2003., 2009) | 28.                  |
| Канада                                                               | Аутоматски           | 10.                  | 2009.                | Шампион (2000)                           | 77.                  |
| Карипска зона квалификован преко Купа Кариба 2010.                   |                      |                      |                      |                                          |                      |
| Јамајка                                                              | Победник             | 8.                   | 2009.                | Треће место (1993)                       | 55.                  |
| Гваделуп                                                             | Другопласирани       | 3.                   | 2009.                | Полуфинале (2007)                        | н/п                  |
| Куба                                                                 | Треће место          | 6.                   | 2007.                | Четвртфинале (2003)                      | 81.                  |
| Гренада                                                              | Четврто место        | 2.                   | 2009.                | Групна фаза (2009)                       | н/п                  |
| Централноамеричка зона квалификован преко Копа Центроамерикана 2011. |                      |                      |                      |                                          |                      |
| Хондурас                                                             | Победник             | 10.                  | 2009.                | Другопласирани (1991)                    | 43.                  |
| Костарика                                                            | Другопласирани       | 10.                  | 2009.                | Другопласирани (2002)                    | 56.                  |
| Панама                                                               | Треће место          | 5.                   | 2009.                | Другопласирани (2005)                    | 67.                  |
| Салвадор                                                             | Четврто место        | 7.                   | 2009.                | Четвртфинале (2002, 2003)                | 87.                  |
| Гватемала                                                            | Пето место           | 9.                   | 2007.                | Четврто место (1996)                     | 124.                 |

## Стадиони
Скуп од тринаест локација, исти број као и Златни куп 2009, објављен је 16. децембра 2010. године. Сваки стадион је био домаћин двомеча, осим Роуз боула који је био домаћин финала.
| Групна фаза       | Групна фаза       | Групна фаза       | Групна фаза        | Групна фаза       |
| Арлингтон         | Карсон            | Детроит           | Шарлот             | Мајами            |
| ----------------- | ----------------- | ----------------- | ------------------ | ----------------- |
| АТ&Т              | Хоум дипо центар  | Форд филд         | Бeнк оф Америка    | Рикардо Силва     |
| Капацитет: 80.000 | Капацитет: 27.000 | Капацитет: 65.000 | Капацитет: 73.778  | Капацитет: 18.000 |
| 5. јун            | 6. јун            | 7. јун            | 9. јун             | 10. јун           |
|                   |                   |                   |                    |                   |
| Тампа             | Чикаго            | Харисон           | Канзас Сити        |                   |
| Рејмонд Џејмс     | Солџер филд       | Ред бул арена     | Чилдрнс мерси парк |                   |
| Капацитет: 68.857 | Капацитет: 61.500 | Капацитет: 25.189 | Капацитет: 18.500  |                   |
| 11. јун           | 12. јун           | 13. јун           | 14. јун            |                   |
|                   |                   |                   |                    |                   |
| Нокаут фаза       |                   |                   |                    |                   |
| Четвртфинале      | Четвртфинале      | Полуфинале        | Финале             |                   |
| Ист Радерфорд     | Вашингтон         | Хјустон           | Пасадена           |                   |
| Стадион МетЛајф   | РФК меморијал     | Стадион НРГ       | Роуз боул          |                   |
| Капацитет: 82.566 | Капацитет: 45.596 | Капацитет: 71.500 | Капацитет: 91.136  |                   |
| 18. јун           | 19. јун           | 22. јун           | 25. јун            |                   |
|                   |                   |                   |                    |                   |

## Састави
Од 12 репрезентација које су учествовале на турниру се тражило да региструју тим од 23 играча, само пријављени играчи из ових екипа су имали право да учествују на турниру. Дванаест екипа које су се квалификовале биле су подељене у три групе. Два најбоља тима у свакој групи напредовала су у нокаут фазу заједно са најбоља два трећепласирана тима, попунивши места за нокаут од осам репрезентација.

### Суспензија мексичких играча
Дана 9. јуна 2011. објављена су имена петорице мексичких играча, Кристијан Бермудез, Едгар Дуенас, Гиљермо Очоа, Франсиско Хавијер Родригез и Синха, сви су били позитивни на кленбутерол пре почетка Златног купа 2011. Повучени су из тима неколико дана након почетне утакмице за Златни куп 5. јуна и победе од 5 : 0 против Салвадора. Мексички званичници су рекли да верују да су позитивни тестови изазвани једењем меса упрљаног дрогом. Генерални секретар Конкакафа Чак Блејзер рекао је да ће састанак комитета репрезентација конфедерације, који такође служи као организациони комитет Златног купа, бити сазван 10. јуна како би се размотрила ситуација, укључујући и могућност да Мексику буде дозвољено да замени петорицу играча. Међутим, састанак је одложен како би се прикупило више информација. Мексичка фудбалска федерација је 14. јуна саопштила да су „Б“ узорци тих пет играча негативни. Организациони комитет Златног купа Конкакафа објавио је 19. јуна да ће Мексику бити дозвољено да замени суспендоване играче. Играчи за замену били су Луис Ернесто Мишел, Ектор Рејносо, Пол Агилар, Марко Фабијан и Хирам Мијер. Мексичка фудбалска федерација је касније ослободила све играче, а за резултате је окривљена контаминација меса, док се узимање кленбутерола сматрало ненамерним. Међутим, Светска антидопинг агенција (ВАДА) апеловала је на Суд за спортску арбитражу да затражи забрану. Дана 12. октобра 2011, ВАДА је повукла захтев након што им је цео фајл био доступан.

### Намештање утакмица Салвадора
Дана 20. септембра 2013, Фудбалски савез Салвадора је суспендовао доживотно 14 играча Салвадора због њихове умешаности у намештање утакмица док су играли за репрезентацију Салвадора у претходне две године, суспензија је укључила 8 играча (Денис Алас, Луис Анаја, капитен Марвин Гонзалез, Рејналдо Ернандез, Мигел Монтес, Дагоберто Портиљо, Осаел Ромеро, Рамон Санчез и Мигел Монтес), када су били поражени са 5 : 0 од Мексика 5. јуна на Златном купу Конкакафа 2011. године.

## Групна фаза
Сва времена су по америчком источном летњем времену (UTC-4) (локално време у заградама)

### Група А
| Pos | Тим       | О | П | Н | И | ГД | ГП | ГР  | Бод. | Qualification         |
| --- | --------- | - | - | - | - | -- | -- | --- | ---- | --------------------- |
| 1   | Мексико   | 3 | 3 | 0 | 0 | 14 | 1  | +13 | 9    | Кв. се за Нокаут фазу |
| 2   | Костарика | 3 | 1 | 1 | 1 | 7  | 5  | +2  | 4    | Кв. се за Нокаут фазу |
| 3   | Салвадор  | 3 | 1 | 1 | 1 | 7  | 7  | 0   | 4    | Кв. се за Нокаут фазу |
| 4   | Куба      | 3 | 0 | 0 | 3 | 1  | 16 | −15 | 0    |                       |

| Костарика                                                                    | 5 : 0    | Куба |
| ---------------------------------------------------------------------------- | -------- | ---- |
| Марко Урења 7’, 46’ · Алваро Саборио 41’ · Хајнер Мора 47’ · Џоел Кембел 71’ | Извештај |      |

| Мексико                                                                          | 5 : 0    | Салвадор |
| -------------------------------------------------------------------------------- | -------- | -------- |
| Ефрејн Хуарез 55’ · Алдо де Нигрис 58’ · Хавијер Ернандез 60’, 67’, 90+5’ (пен.) | Извештај |          |

| Костарика           | 1 : 1    | Салвадор           |
| ------------------- | -------- | ------------------ |
| Рандал Бренес 90+5’ | Извештај | Родолфо Зелаја 45’ |

| Куба | 0 : 5    | Мексико                                                                     |
| ---- | -------- | --------------------------------------------------------------------------- |
|      | Извештај | Хавијер Ернандез 35’, 76’ · Ђовани дос Сантос 63’, 68’ · Алдо де Нигрис 65’ |

| Салвадор | 6 : 1    | Куба              |
| --- | -------- | ----------------- |
| Родолфо Зелаја 13’, 71’ · Осаел Ромеро 29’ · Лестер Бланко 69’ · Артуро Алварез 84’ · Елисео Кинтаниља 90+4’ | Извештај | Јениер Маркез 83’ |

| Мексико                                                         | 4 : 1    | Костарика       |
| --------------------------------------------------------------- | -------- | --------------- |
| Рафаел Маркез 17’ · Андрес Гвардадо 19’, 26’ · Пабло Барера 38’ | Извештај | Марко Урења 69’ |

### Група Б
| Pos | Тим       | О | П | Н | И | ГД | ГП | ГР  | Бод. | Qualification         |
| --- | --------- | - | - | - | - | -- | -- | --- | ---- | --------------------- |
| 1   | Јамајка   | 3 | 3 | 0 | 0 | 7  | 0  | +7  | 9    | Кв. се за Нокаут фазу |
| 2   | Хондурас  | 3 | 1 | 1 | 1 | 7  | 2  | +5  | 4    | Кв. се за Нокаут фазу |
| 3   | Гватемала | 3 | 1 | 1 | 1 | 4  | 2  | +2  | 4    | Кв. се за Нокаут фазу |
| 4   | Гренада   | 3 | 0 | 0 | 3 | 1  | 15 | −14 | 0    |                       |

| Јамајка                                                                 | 4 : 0    | Гренада |
| ----------------------------------------------------------------------- | -------- | ------- |
| Лутон Шелтон 21’ · Рајан Џонсон 39’ · Демар Филипс 79’ · Омар Далеј 84’ | Извештај |         |

| Хондурас | 0 : 0    | Гватемала |
| -------- | -------- | --------- |
|          | Извештај |           |

| Јамајка               | 2 : 0    | Гватемала |
| --------------------- | -------- | --------- |
| Демар Филипс 66’, 76’ | Извештај |           |

| Гренада       | 1 : 7    | Хондурас                                                                                                  |
| ------------- | -------- | --- |
| Клив Мари 20’ | Извештај | Џери Бенгстон 26’, 37’ · Карло Костли 28’, 67’, 71’ · Волтер Џулијан Мартинез 88’ · Алфредо Мехија] 90+3’ |

| Гватемала                                                                                  | 4 : 0    | Гренада |
| ------------------------------------------------------------------------------------------ | -------- | ------- |
| Хосе Хавијер дел Акила 16’ · Марко Папа 22’ · Карлос Руиз 54’ · Карлос Едуардо Гаљардо 59’ | Извештај |         |

| Хондурас | 0 : 1    | Јамајка          |
| -------- | -------- | ---------------- |
|          | Извештај | Рајан Џонсон 36’ |

### Група Ц
| Pos | Тим              | О | П | Н | И | ГД | ГП | ГР | Бод. | Qualification         |
| --- | ---------------- | - | - | - | - | -- | -- | -- | ---- | --------------------- |
| 1   | Панама           | 3 | 2 | 1 | 0 | 6  | 4  | +2 | 7    | Кв. се за Нокаут фазу |
| 2   | Сједињене Државе | 3 | 2 | 0 | 1 | 4  | 2  | +2 | 6    | Кв. се за Нокаут фазу |
| 3   | Канада           | 3 | 1 | 1 | 1 | 2  | 3  | −1 | 4    |                       |
| 4   | Гваделуп         | 3 | 0 | 0 | 3 | 2  | 5  | −3 | 0    |                       |

| Панама                                                       | 3 : 2    | Гваделуп           |
| ------------------------------------------------------------ | -------- | ------------------ |
| Блас Перез 29’ · Луис Техада 31’ · Габријел Гомез 57’ (пен.) | Извештај | Брис Жови 65’, 78’ |

| Сједињене Државе                    | 2 : 0    | Канада |
| ----------------------------------- | -------- | ------ |
| Џози Алтидор 15’ · Клинт Демпси 62’ | Извештај |        |

| Канада                      | 1 : 0    | Гваделуп |
| --------------------------- | -------- | -------- |
| Двејн Де Росарио 51’ (пен.) | Извештај |          |

| Сједињене Државе   | 1 : 2    | Панама                                                |
| ------------------ | -------- | ----------------------------------------------------- |
| Кларенс Гудсон 66’ | Извештај | Кларенс Гудсон 19’ (а.г.) · Габријел Гомез 36’ (пен.) |

| Канада                      | 1 : 1    | Панама            |
| --------------------------- | -------- | ----------------- |
| Двејн Де Росарио 62’ (пен.) | Извештај | Луис Техада 90+1’ |

| Гваделуп | 0 : 1    | Сједињене Државе |
| -------- | -------- | ---------------- |
|          | Извештај | Џози Алтидор 9’  |

### Рангирање трећепласираних репрезентација
| Pos | Тим       | О | П | Н | И | ГД | ГП | ГР | Бод. | Qualification         |
| --- | --------- | - | - | - | - | -- | -- | -- | ---- | --------------------- |
| 1   | Гватемала | 3 | 1 | 1 | 1 | 4  | 2  | +2 | 4    | Кв. се за Нокаут фазу |
| 2   | Салвадор  | 3 | 1 | 1 | 1 | 7  | 7  | 0  | 4    | Кв. се за Нокаут фазу |
| 3   | Канада    | 3 | 1 | 1 | 1 | 2  | 3  | −1 | 4    |                       |

## Квалификоване репрезентације
| Група | Победник | Другопласирани   | Треће место (прве две реп. се квалификовале) |
| ----- | -------- | ---------------- | -------------------------------------------- |
| A     | Мексико  | Костарика        | Салвадор                                     |
| Б     | Јамајка  | Хондурас         | Гватемала                                    |
| Ц     | Панама   | Сједињене Државе | —                                            |

## Нокаут фаза
|  | Четвртфинале            | Четвртфинале       |                    |       | Полуфинале | Полуфинале |  |  | Финале | Финале |
|  |                         |                    |                    |       |            |            |  |  |        |        |
|  | 19. јун – Вашингтон     |                    |                    |       |            |            |  |  |        |        |
|  |                         |                    |                    |       |            |            |  |  |        |        |
|  | Јамајка                 | 0                  |                    |       |            |            |  |  |        |        |
|  | Јамајка                 | 0                  | 22. јун – Хјустон  |       |            |            |  |  |        |        |
|  | Сједињене Државе        | 2                  |                    |       |            |            |  |  |        |        |
|  | Сједињене Државе        | 2                  | Сједињене Државе   | 1     |            |            |  |  |        |        |
|  | 19. јун – Вашингтон     |                    | Сједињене Државе   | 1     |            |            |  |  |        |        |
|  |                         | Панама             | 0                  |       |            |            |  |  |        |        |
|  | Панама (пен.)           | Панама             | 0                  | 1 (5) |            |            |  |  |        |        |
|  | Панама (пен.)           |                    | 25. јун – Пасадена | 1 (5) |            |            |  |  |        |        |
|  | Салвадор                | 1 (3)              |                    |       |            |            |  |  |        |        |
|  | Салвадор                | 1 (3)              | Сједињене Државе   | 2     |            |            |  |  |        |        |
|  | 18. јун – Ист Радерфорд |                    | Сједињене Државе   | 2     |            |            |  |  |        |        |
|  |                         | Мексико            | 4                  |       |            |            |  |  |        |        |
|  | Костарика               | Мексико            | 4                  | 1 (2) |            |            |  |  |        |        |
|  | Костарика               | 22. јун – Хјустон  |                    | 1 (2) |            |            |  |  |        |        |
|  | Хондурас (пен.)         | 1 (4)              |                    |       |            |            |  |  |        |        |
|  | Хондурас (пен.)         | 1 (4)              | Хондурас           | 0     |            |            |  |  |        |        |
|  | 18. јун – Ист Радерфорд |                    | Хондурас           | 0     |            |            |  |  |        |        |
|  |                         | Мексико (п. с. н.) | 2                  |       |            |            |  |  |        |        |
|  | Мексико                 | Мексико (п. с. н.) | 2                  | 2     |            |            |  |  |        |        |
|  | Мексико                 |                    |                    | 2     |            |            |  |  |        |        |
|  | Гватемала               | 1                  |                    |       |            |            |  |  |        |        |
|  | Гватемала               | 1                  |                    |       |            |            |  |  |        |        |

### Четвртфинале
| Костарика                                                 | 1 : 1    | Хондурас                                                         |
| --------------------------------------------------------- | -------- | ---------------------------------------------------------------- |
| Денис Маршал 56’                                          | Извештај | Џери Бенгстон 49’                                                |
| Пенали                                                    |          |                                                                  |
| Келсо Борхес · Брајан Руиз · Алваро Саборио · Џоел Кембел | 2–4      | Карло Костли · Виктор Бернандез · Вилсон Паласио · Џери Бенгстон |

| Мексико                                   | 2 : 1    | Гватемала      |
| ----------------------------------------- | -------- | -------------- |
| Алдо де Нигрис 48’ · Хавијер Ернандез 66’ | Извештај | Карлос Руиз 5’ |

| Јамајка | 0 : 2    | Сједињене Државе                    |
| ------- | -------- | ----------------------------------- |
|         | Извештај | Џермејн Џонс 49’ · Клинт Демпси 80’ |

| Панама                                                                         | 1 : 1    | Салвадор                                                   |
| ------------------------------------------------------------------------------ | -------- | ---------------------------------------------------------- |
| Луис Техада 90’                                                                | Извештај | Родолфо Зелаја 78’ (пен.)                                  |
| Пенали                                                                         |          |                                                            |
| Нелсон Барахој · Луис Рентерија · Анибал Годој · Амилкар Енрикез · Луис Техада | 5 : 3    | Денис Алас · Осаел Ромеро · Родолфо Зелаја · Андрес Флорес |

### Полуфинале
| Сједињене Државе | 1 : 0    | Панама |
| ---------------- | -------- | ------ |
| Клинт Демпси 76’ | Извештај |        |

| Хондурас | 0 : 2    | Мексико                                   |
| -------- | -------- | ----------------------------------------- |
|          | Извештај | Алдо де Нигрис 93’ · Хавијер Ернандез 99’ |

## Финале
| Сједињене Државе                     | 2 : 4    | Мексико                                                            |
| ------------------------------------ | -------- | ------------------------------------------------------------------ |
| Мајкл Бредли 8’ · Ландон Донован 23’ | Извештај | Пабло Барера 29’, 49’ · Андрес Гардадо 36’ · Ђовани дос Сантос 76’ |

| САД | Мексико |

## Статистика

### Голгетери
7. голова
- Хавијер Ернандез

4. гола
| - Родолфо Зелаја | - Алдо де Нигрис |  |

### Достигнућа
| Најбољи играч Хавијер Ернандез | Победник Конкакафовог златног купа 2011. Мексико 6° титула | Најбољи стрелац Хавијер Ернандез (7. голова) |